# 石井貴子 (1990年生の競輪選手)
石井 貴子（いしい たかこ、1990年2月17日 - ）は、岐阜県美濃加茂市出身の女子競輪選手、元自転車競技選手。日本競輪学校（当時。以下、競輪学校）第106期生。日本競輪選手会千葉支部所属。

## 来歴
岐阜県美濃加茂市で生まれ育った。両親がアルペンスキーの愛好家だった影響を受け、幼少時からスキーの大会に出場するなどの経験を積んだ。美濃加茂高等学校時代、2007年に行われた全国高等学校選抜スキー大会の大回転で2位に入った。その後、ヨーロッパ留学を目指すも怪我の影響で断念し、早稲田大学に進学。しかし、大学時代はこれといった実績を挙げられなかった。
大学卒業後はOLとなり、長らく続けて来たスキーから決別した。しかし、幼少の頃からスポーツを続けて来たこともあり、OL生活に馴染めないでいたところ、電車の『ガールズケイリン選手募集』という中吊り広告を見て即座に決意。その後、大学時代に行っていたウェイトトレーニングのトレーナーのつてを辿ったところ、競輪選手の篠田宗克（65期。利根川勇（32期）の弟子）がいたことを受け、篠田に師事することになった。
2012年12月20日、競輪学校第106回技能試験に合格し、2013年5月に競輪学校に入校する。同期生の中で、自身を含めた他生徒を凌ぐタイムトライアルでの実績を誇る小林優香とともに、通常の競輪競走における訓練とは別に、オリンピック種目である、チームスプリントを行うよう勧められ、同年10月に立川競輪場で行われた第68回国民体育大会のエキシビションレースに出場。そこで、400m周長の日本記録を更新する56秒333をマークした。
これを受け、小林とともに日本自転車競技連盟からトラックレース短距離女子エリート強化指定選手として指定され、日本ナショナルチーム入り。その後、競輪学校の生徒としては異例の、2014年2月下旬に行われたトラックレース世界選手権出場を果たした。その後、同年3月26日に平塚競輪場で行われた卒業記念レース決勝戦で、2位の高木真備、3位の小林らを破って完全優勝。同校の在校競走成績は3位（31勝）だった。
2014年5月14日、西武園競輪場で、ガールズケイリンのデビュー戦を迎え、2着の小林莉子以下に大差勝ち。2日後の16日の決勝戦では、山原さくららを破って完全優勝を果たした。その後も連勝を続け、同年7月18日の川崎競輪場で、荒牧聖未の2着に敗れるまで、9連勝を記録した。また、同年開催のアジア自転車競技選手権大会ではチームスプリントで3位に入った。なお、自転車競技は2017年限りで引退し、現在はガールズケイリンに専念している（代わりに112期の太田りゆが指定されている）。
2015年9月20日、地元松戸競輪場で行われたガールズケイリンコレクション松戸ステージにて、断然人気だった小林優香を破って特別競走初優勝を果たした。同年は獲得賞金上位で年末のガールズグランプリ2015に初選出されるも失格となった。
2017年3月20日、高松競輪場で行われたガールズケイリンコレクション高松ステージにて、先行した児玉碧衣をマークしゴール前で交わしコレクション2回目のタイトルを獲得。
2018年5月3日、平塚競輪場で行われたガールズケイリンコレクション平塚ステージにて、ゴール前で児玉碧衣を交わしコレクション3回目のタイトルを獲得、当日の表彰式ではシャンパンファイトとともにシャンパンのラッパ飲みをしてみせた。この優勝でコレクションは3月・5月・8月（9月）開催全てを制覇した。また同年は獲得賞金上位でガールズグランプリ2018でグランプリ3年ぶりの出場を決め、優勝した児玉碧衣を追走し2着となった。
2019年7月15日、別府競輪場で行われた第6回ガールズケイリンフェスティバル決勝戦にて、最終バックストレッチから3コーナーのあたりで番手捲りを仕掛け、ガールズケイリンフェスティバル初制覇。同年末のガールズグランプリ2019では、優勝した児玉碧衣に続いて2年連続2着となった。
2020年は、3月29日に福井競輪場で行われたガールズケイリンコレクション福井ステージでまたも児玉碧衣に続く2着となったが、8月15日に名古屋競輪場で行われたガールズケイリンコレクション名古屋ステージ・ガールズドリームレースでは逆にゴール前で児玉碧衣を捉えて差し切り優勝、コレクションは4度目、ビッグレースのタイトルとしては5度目の制覇となった。
2021年は、3月28日に行われたガールズケイリンコレクション松阪ステージに出場するも車体故障のアクシデントで5着に終わる。5月のコレクション京王閣ステージでは出場権を賭けたトライアルレース（取手）で決勝3着に敗れたものの欠場者が出たため繰り上がりで出場するも、車体接触で落車し骨折する大怪我を負った。現役引退も脳裏によぎったほどの大怪我であったが、ファン投票であるガールズケイリン総選挙で第5位に選ばれたことから懸命にリハビリに励み、体調は万全ではなかったが8月のガールズケイリンコレクションいわき平ステージ・ガールズドリームレースに間に合わせ、3か月ぶりにレースに復帰した（結果7着）。
その後も何度か落車による大怪我で長期離脱を余儀なくされ、本人も引退を覚悟したとのことではあったが、2023年10月4日の第1回オールガールズクラシックにおけるアンダーカード（FII）で優勝するなど徐々に復調。
2024年1月29日、佐世保FII（ミッドナイト）2日目第2レース（予選２）で勝利し、通算300勝を達成。そして6月に岸和田競輪場で開催された第2回パールカップでGIに初出場。東日本準決勝で4着であったが、予選で勝利していたことで決勝に駒を進める。6月13日に行われた決勝では奥井迪の番手にポジションを取り、最終2コーナーで奥井の進出とともに前段へ出ると、最後の直線で奥井の外から差し1/4車輪差で優勝。GI初制覇と共にガールズグランプリ出場権を獲得、同年末は4年ぶりのガールズグランプリ出場を果たした（6着）。

## 主な獲得タイトル
- 2015年 - ガールズケイリンコレクション2015 松戸ステージ（9月）
- 2017年 - ガールズケイリンコレクション2017 高松ステージ（3月）
- 2018年 - ガールズケイリンコレクション2018 平塚ステージ（5月）
- 2019年 - ガールズケイリンフェスティバル2019（別府）
- 2020年 - ガールズケイリンコレクション2020 名古屋ステージ（8月・ガールズドリームレース）
- 2024年 - パールカップ（岸和田競輪場）